# Religionen in der Mongolei

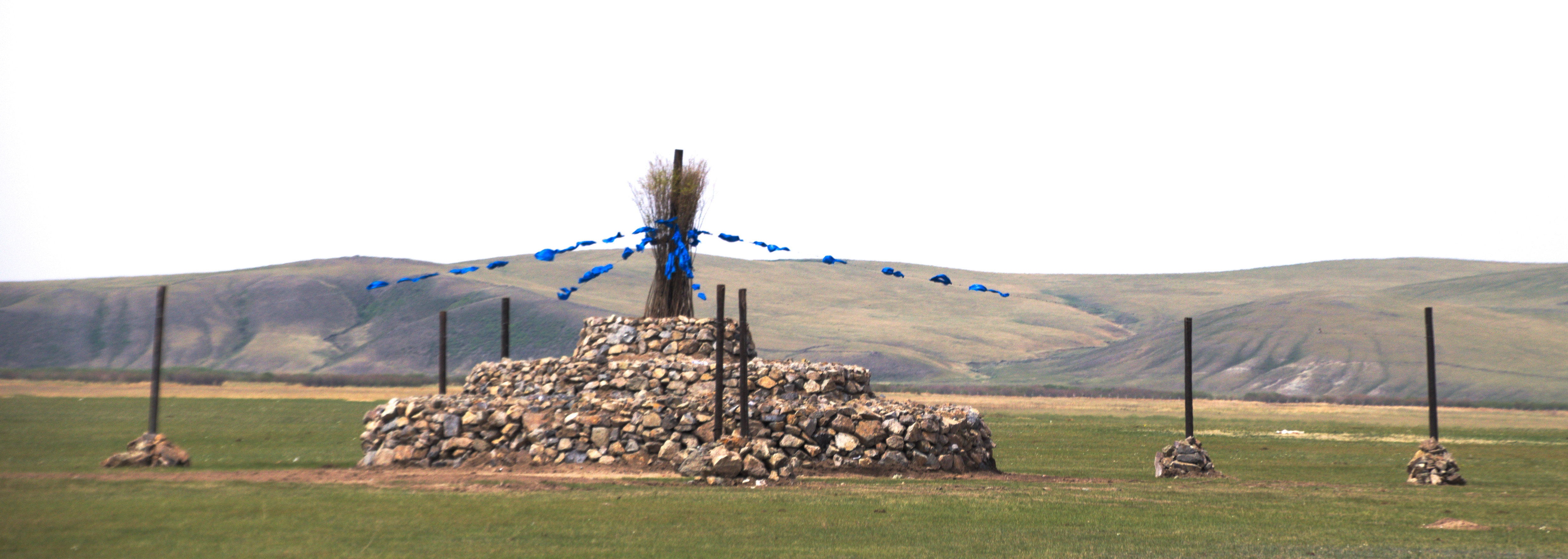
Der Obo – hier in der Inneren Mongolei – ist immer noch ein wichtiges Symbol im Volksglauben

Unter den Religionen in der Mongolei ist der Schamanismus die älteste und z. T. noch heute praktizierte Form, wobei sich zunächst der Tengrismus entwickelte. Da sich die Grenzen der Mongolei im Laufe der Geschichte immer wieder geändert haben, ist nicht immer eine klare Zuordnung möglich, so dass es Überschneidungen mit anderen Ländern gibt. Die Gestalt des Himmelsgottes Tengri war auch bei vielen benachbarten Völkern verbreitet. Nachweise gibt es hierzu in der chinesischen Literatur schon seit dem 4. Jahrhundert v. Chr. Ein in Orchon-Runen geschriebenes Glaubensbekenntnis findet sich rund 1000 Jahre später im 7. Jahrhundert. Der Buddhismus hat sich jedoch im Laufe von rund 2000 Jahren als prägende Religion der Mongolei bis heute durchgesetzt.

## Buddhismus

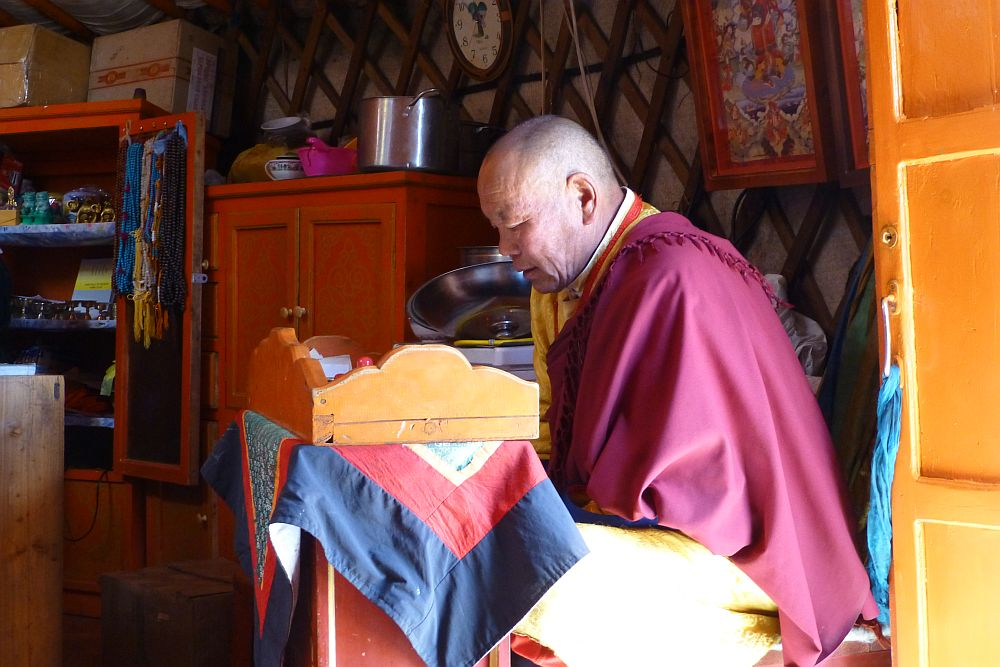
Erdene Dsuu 2013: Ein Mönch im Kloster.

Durch die Xiongnu kam der Buddhismus schon sehr früh ins Land. Dschingis Khan, der die mongolischen Stämme ab 1190 vereinte, war gegenüber dem Buddhismus, der sich nach traditioneller Auffassung seit dem 1. Jahrhundert u. Z. in China verbreitet hatte, sehr tolerant, so dass sich diese neue Religion in der Folgezeit etablieren konnte. Seine Enkel nutzten den Buddhismus für die Expansion des Mongolischen Reiches, das zeitweise große Teile von China umfasste. Kublai Khan, der Mitte des 13. Jahrhunderts den mongolisch-chinesischen Kaiserthron bestieg, förderte die tibetischen Geistlichen. Berichten zufolge gab es aber bereits auch Christen und Muslime in der Mongolei. Der flämische Franziskaner Wilhelm von Rubruk schrieb über seinen Besuch im Jahre 1254 in der damaligen Hauptstadt Karakorum: „Ferner sind da zwölf Götzentempel und zwei Moscheen, sowie am äußersten Ende der Stadt eine nestorianisch-christliche Kirche.“
Altan Khan unterstützte im 16. Jahrhundert den Gelug, eine der Hauptrichtungen des Buddhismus. 1578 wurde der Titel des Dalai Lama an den damaligen Führer der Gelug verliehen. Seitdem wurde der Schamanismus zunehmend unterdrückt und viele seiner Symbole wurden verbrannt. 1586 wurde das buddhistische Kloster Erdene Dsuu in der Nähe von Karakorum errichtet. Im 17. Jahrhundert war Tibet das religiöse Zentrum des Lamaismus, der in der Mongolei zunächst die vorherrschende Religion und schließlich Staatsreligion geworden war. Von Tibet aus wurden die Klöster kontrolliert. Ein Problem war allerdings die Entfernung und Erreichbarkeit Tibets. So kam es schließlich zu der Institution eines relativ unabhängigen mongolischen Hutuktu ab 1640, dessen Tradition bis heute gepflegt wird.

## 20. Jahrhundert
Anfang des 20. Jahrhunderts besaßen die buddhistischen Klöster eine große wirtschaftliche Macht und bestimmten im Wesentlichen das Leben in der mongolischen Gesellschaft: Mehr die Hälfte der Männer waren als Mönche oder Laien in den mehr als 800 Klöstern tätig. Zu dieser Zeit kamen auch die ersten christlichen Missionare ins Land. Zwar hatte es schon in der alten mongolischen Hauptstadt Karakorum um 1250 eine nestorianische Kirche gegeben, doch diese Glaubensrichtung wurde nur von einer verschwindenden Minderheit ausgeübt. 1922 wurde die Mongolei von der römisch-katholischen Kirche zur Mission sui juris erklärt.

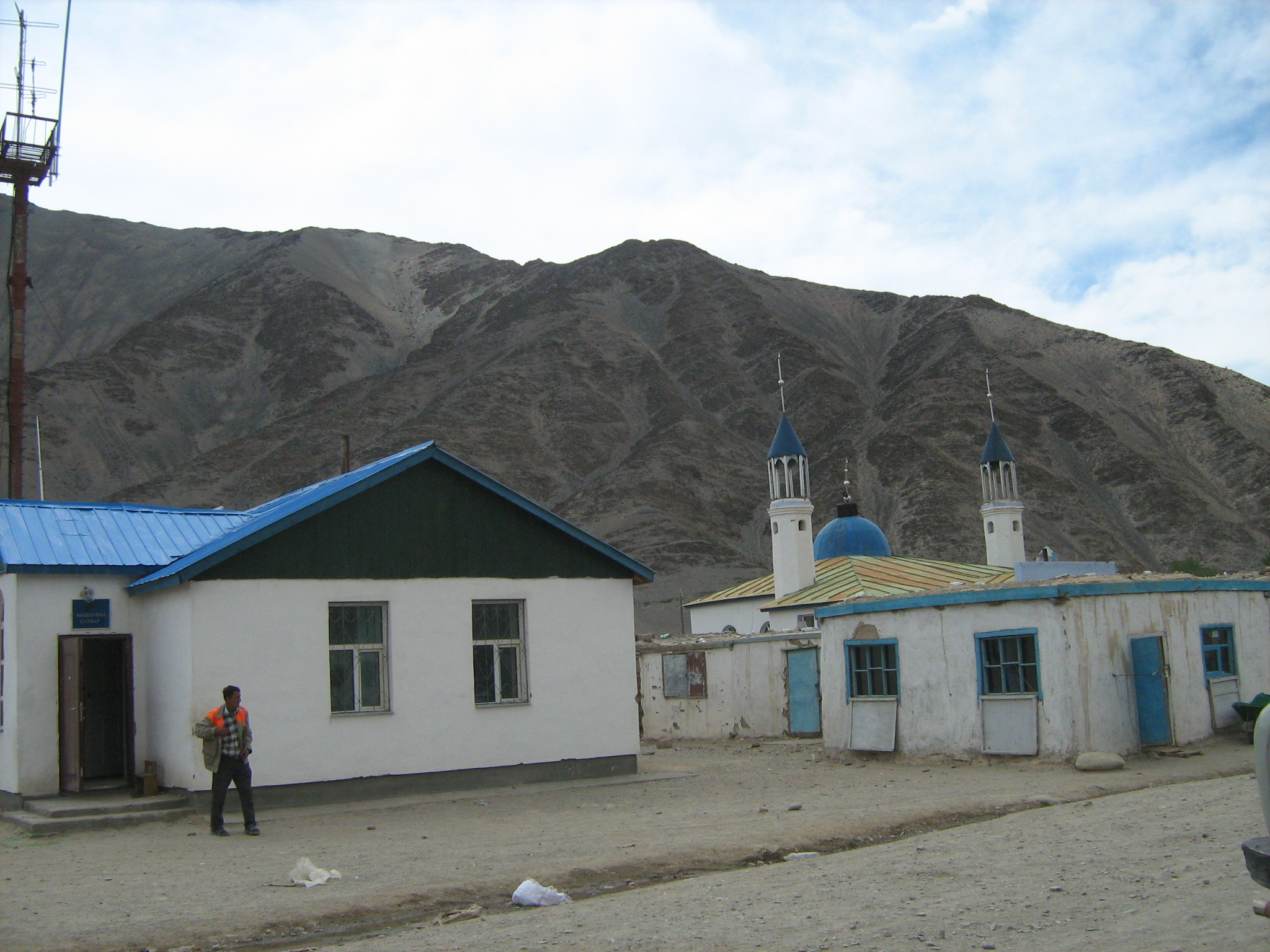
Moschee in Bulgan, Provinz Bajan-Ölgii-Aimag

Bis 1912 musste der Jebtsundamba Khutukhtu (Hutuktu), das geistliche Oberhaupt des Buddhismus in der Mongolei, vom chinesischen Kaiser bestätigt werden. Dagegen suchte Bogd Khan, der 8. Jebtsundamba Khutukhtu, Unterstützung bei Russland, um seinen Traum von einem unabhängigen theokratischen Mongolischen Großreich zu verwirklichen. Dabei brach er allerdings viele religiöse Traditionen wie etwa das Mönchsgelübde. Diese Unabhängigkeitsbestrebungen wurden von anderen europäischen Staaten und zunächst auch nach der Revolution von Russland unterstützt, so dass Bogd Khan bis zu seinem Tod – wenn zuletzt auch nur noch symbolisch – am 20. Mai 1924 im Amt bleiben konnte. Zugleich wurde von den sowjetischen Führern die Religion bekämpft, wobei ihnen die Verfallserscheinungen aus der Zeit von Bogd Khan entgegenkamen. Während in der befreundeten Sowjetunion Josef Stalin amtierte, kam es auch in der Mongolei zu Maßnahmen gegen religiöse Aktivitäten. Klöster und Tempel wurden zerstört, unter anderem 1937 Erdene Dsuu. Allerdings wurde das buddhistische Begräbnis toleriert.
Seit der Demokratisierung 1991 können sich die Religionen wieder freier entfalten, wozu inzwischen auch der Islam und das Christentum gehören. Der Nachfolger von Bogd Khan kann als 9. Bogd Gegen öffentlich in Erscheinung treten, und die Mehrheit der Bevölkerung bekennt sich heute zum Buddhismus, wobei der Lamaismus nach wie vor die maßgebende Richtung ist. Im Jahre 2007 gab es etwa 100 buddhistische Tempel und Klöster sowie 2010 mehr als 40 Moscheen. Schamanische und ähnliche ethnische Religionen werden gemäß einer Datenerhebung aus dem Jahr 2010 von etwa 19 Prozent der Bevölkerung ausgeübt.